# Motom
Motom (ou Motomo) est une localité du Cameroun située dans le département du Manyu et la Région du Sud-Ouest, à proximité de la frontière avec le Nigeria. Elle fait partie de la commune d'Akwaya et du canton d'Assumbo. Motom est aussi le nom d'un quartier de la ville d'Akwaya?

## Population
En 1967 la localité comptait 690 habitants, des Assumbo du clan Ochebe.
Lors du recensement de 2005, on en a dénombré 99 à Motom et 792 à Small Motom.
Une étude de terrain de 2011 évalue la population totale à 1 818 personnes.